# ایستگاه قطار شهری دکتر شریعتی
ایستگاه قطار شهری دکتر شریعتی یکی از ایستگاه‌های خط  ۱ متروی اصفهان که در تقاطع جنوب مرکزی اصفهان در امتداد خیابان چهارباغ بالا در جنب بیمارستان دکتر شریعتی و در شمال تقاطع با خیابان شریعتی و شهید نیکبخت واقع شده‌است. ایستگاه بعدی در شمال ایستگاه سی و سه پل و در جنوب ایستگاه آزادی است.